# Chemin de Fages
Le chemin de Fages (en occitan : camin de Fajas) est une voie de Toulouse, chef-lieu de la région Occitanie, dans le Midi de la France.

## Situation et accès

### Description
Le chemin de Fages est une voie publique. Il se trouve dans le quartier du Pont-des-Demoiselles.
La chaussée compte une seule voie de circulation automobile à double-sens. Elle appartient à une zone 30 et la vitesse y est limitée à 30 km/h. Il n'existe pas de piste, ni de bande cyclable.

### Voies rencontrées
Le chemin de Fages rencontre les voies suivantes, dans l'ordre des numéros croissants (« g » indique que la rue se situe à gauche, « d » à droite) :
1. Avenue de Lespinet
2. Rue Bouloc (d)
3. Boulevard de la Méditerranée

## Odonymie
L'origine du nom de Fages est ancienne, puisqu'il est déjà connu au XVIIIe siècle. En revanche, elle n'en est pas moins obscure : probablement faut-il y voir le nom d'un domaine agricole qui se trouvait à proximité. Au XVIIe siècle, c'était aussi le chemin de Méjane ou de Mijane, c'est-à-dire le chemin « du Milieu » (mejan ou mièjan en occitan), car il se trouvait entre le chemin de Montaudran (actuelles rue Alfred-Duméril, allée des Demoiselles et avenue Antoine-de-Saint-Exupéry) et le chemin de Lespinet (actuels rue Léo-Lagrange, rue du Midi, chemin de la Cale et avenue de Lespinet).

## Histoire
Ancien chemin rural, sectionné une première fois par le canal, puis par le chemin de fer. Le 20 novembre 1872, la partie au-delà de la voie ferrée a été aliénée.

## Patrimoine et lieux d'intérêt

### Centre de Fages

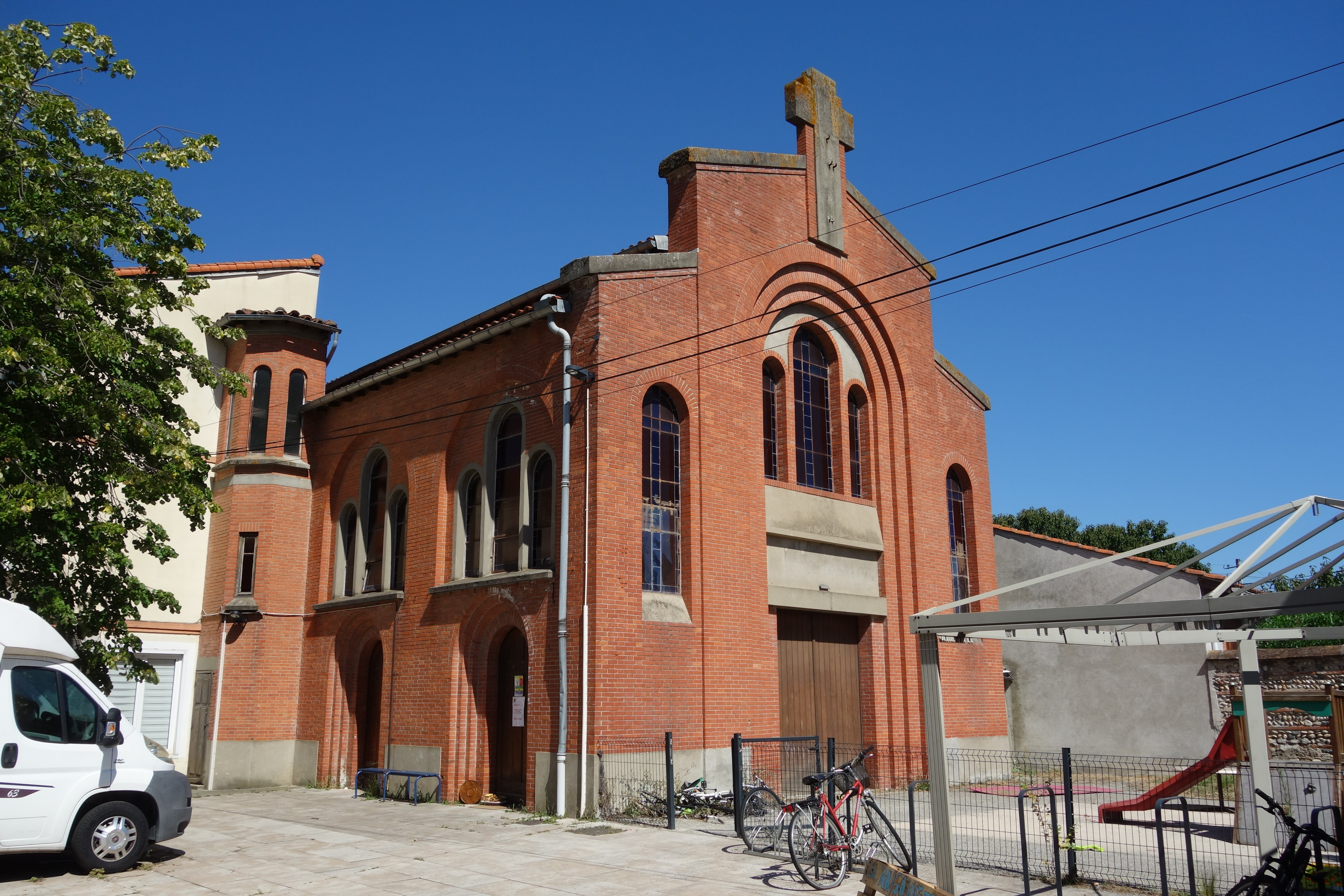
no 10-16 : ancienne chapelle.

Le centre de Fages est un centre d'hébergement et de réinsertion sociale (CHRS) géré par l'association Espoir. C'est un centre d'hébergement pour couples sans toit, sans ressources, et sans liens familiaux. Il occupe un ensemble de bâtiments (actuels no 10 à 16) élevés entre le milieu du XIXe siècle et le milieu du XXe siècle, transformés et adaptés aux différentes affectations qui leur ont été données.
En 1878, l'entreprise de fabrication de sculpture Puccini s'installe à l'angle du chemin de Lespinet et du chemin de Fages. Elle occupe deux maisons en bordure du chemin de Fages, ainsi que des ateliers construits en retrait par rapport au chemin. L'entreprise Puccini, devenue Moulis en 1938, disparaît vers 1940-1941.
Après la Seconde Guerre mondiale, une association religieuse, Les Étapes de La Jeunesse, occupe les bâtiments. En 1948, elle fait élever une chapelle sur les plans de l'architecte Auguste Callebat : elle se compose d'une nef centrale flanquée de bas-côtés, et sa façade en brique rouge est couronnée d'une croix en béton. Le site est également occupé par le foyer de Marie-Auxiliatrice, une maison d'accueil pour jeunes travailleuses animé par la congrégation de Marie-Auxiliatrice, une congrégation religieuse fondée en 1864 par Marie-Thérèse de Soubiran.
En 1978, la délégation de la Haute-Garonne du Secours catholique engage une réflexion sur l'hébergement d'urgence des couples et des familles, et crée l'association Espoir, qui investit l'année suivante les bâtiments du chemin de Fages. Il s'adresse en particulier aux personnes et aux familles qui sont provisoirement hors d'état d'assurer leurs responsabilités sociales ou familiales.

### Maison et immeuble

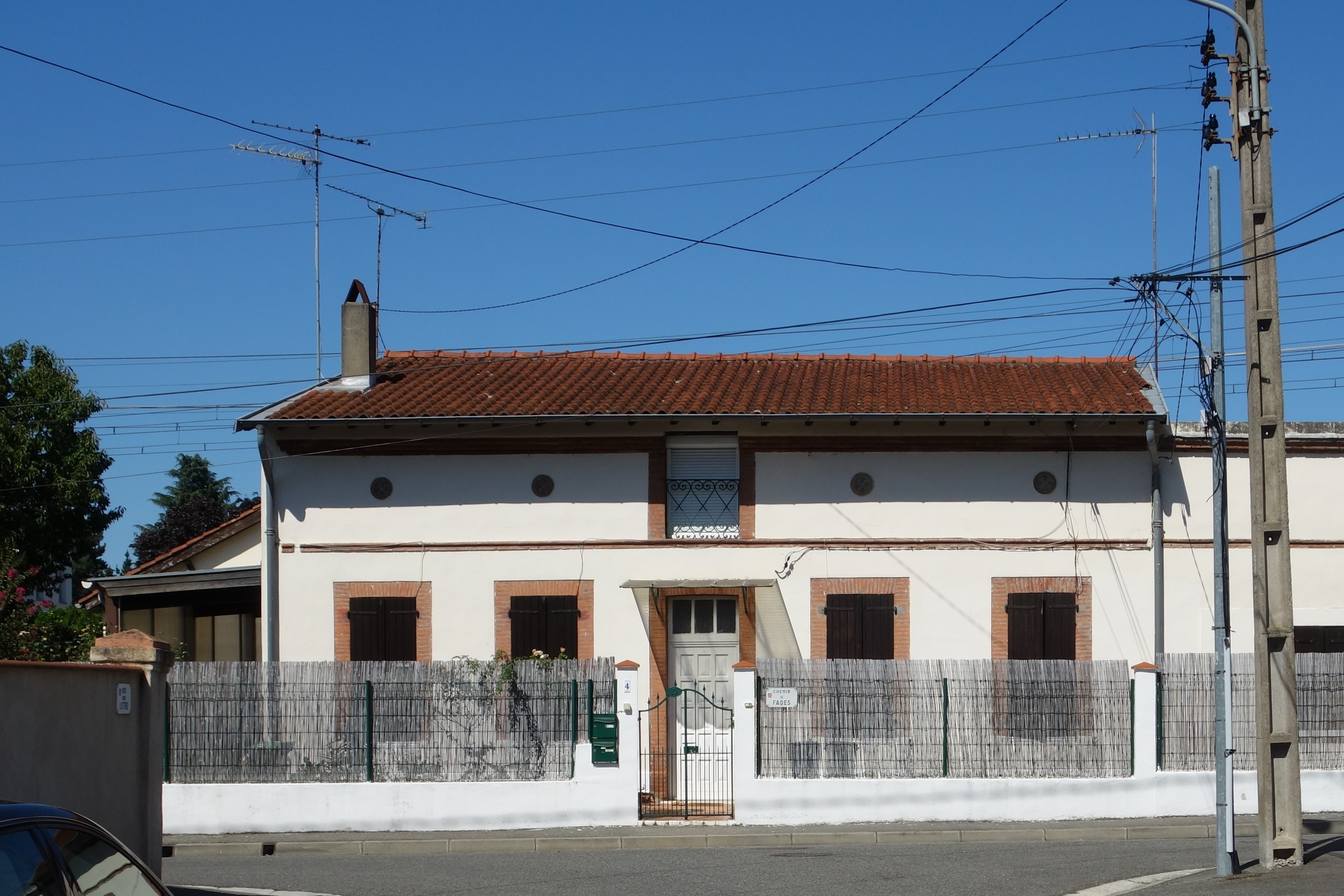
no 4 : maison toulousaine.

- no  4 : maison toulousaine.
La maison est construite dans la deuxième moitié du XIXe siècle, parallèlement et en léger retrait par rapport au chemin de Fages. Elle s'élève sur deux niveaux, séparés par un cordon[5].

- no  21 : résidence Les Cyclades.
La résidence Les Cyclades est un vaste ensemble de 113 logements de standing. Elle est construite entre 1973 et 1977 sur les plans des architectes Jacques Munvez et Pierre Eibel pour la SARL Soubié-Gayral. Elle forme un tripode qui s'élève au cœur d'une vaste parcelle entre le boulevard de la Méditerranée (actuel no 25) et le chemin de Fages. Les trois corps de bâtiment se développent sur six étages et présentent de nombreux décrochements en redent. Les façades sont couvertes d'un plaquis de brique jaune flammée. Les appartements, du T1 au T5, donnent accès à de grands balcons, loggias et terrasses[6].